# 能登號列車
能登（日语： Noto */?）號列車是由東日本旅客鐵道（JR東日本）和西日本旅客鐵道（JR西日本）運行於上野站至金澤站之間的夜行急行列車。在2010年3月13日時間表修正後變為臨時列車，在2012年3月以後，无任何安排班次。
在本條目內，將會記載東京與北陸地方之間的優等列車演變。

## 概要
「能登」原來是一個行走於東京站至金澤站之間的定期夜行急行列車，當時途經東海道本線和北陸本線（米原站），該列車連結臥車。該列車在東海道新幹線開業後，在進行列車服務重組下被廢除。
在1975年3月10日時間表修正中，行走於上野站至金澤站之間，途經高崎線、上越線、信越本線和北陸本線的季節夜行急行「北陸1號」變為定期寢台特急「北陸」，而定期夜行急行「北陸2號」則改名為「能登」。自此，「能登」便成為了從上野站出發，終點在北陸地區的唯一夜行急行列車。當時，從上野站出發前往北陸地區的夜行優等列車中，除了「北陸」和「能登」外，還有「越前」（於福井站到發）。
在1982年11月15日時間表修正中，隨著上越新幹線開通，「能登」由原本途經上越線改為途經信越本線（長野站）。在1997年10月1日時間表修正中，北陸新幹線高崎站至長野站之間開通，使信越本線橫川站至輕井澤站之間被廢除，「能登」再次途經上越線。在「越前」廢除後，有一段時期定期行走於福井站。
在1993年3月18日時間表修正起至定期班次廢除前，「能登」使用西日本旅客鐵道（JR西日本）金澤綜合車輛所所屬的489系電動列車。在2003年9月，特急「雷鳥」不再使用485系引擎蓋型車輛後，成為了最後一個定期列車使用「回聲型車輛」。
在定期列車時代初期，使用周遊券（「北陸Wide周遊券」等）的乘客可使用列車自由席。在同一區間上行走的寢台特急「北陸」相比下較為遜色，「能登」吸引了年輕人前往金澤、能登半島方向旅遊。在1978年10月2日時間表修正中，「北陸」改用14系客車以改善服務，而「能登」在1982年11月15日時間表修正中也改用14系客車，以一個較平宜的價錢以提供較好的列車服務，因而受到旅客歡迎。在國鐵民營化的翌年1988年度，「能登」平均每日乘車人次為233人。
後來，隨著取消售賣周遊券，平宜的商務酒店數量增加，與其他交通工具進行競爭（包括飛機（羽田 - 富山、小松）、夜行高速巴士與北越急行北北線開業後開設了較快速的日間列車（上越新幹線轉乘「白鷹」））使客量開始下降。使「能登」的乘車率平均為20%以下（由JR西日本公關部發表）。在2003年的每日平均乘車人次為103人，2008年度為183人，2009年度回落至66人。後來由於車輛老化為理由で。定期列車班次於2010年3月13日結束營運，同年3月19日變為臨時列車。在定期列車時代的晩年，乘客主要乘坐上野站至高崎站之間或富山站至金澤站之間，成為了特急或Liner的替代列車，較少乘客會於列車上過夜。而在同一區間行走的寢台特急「北陸」於2010年3月時間表修正中被廢除。
在變為臨時列車後，「能登」會在週末或大型連假期間行走。在2011年受到東北地方太平洋近海地震（東日本大震災）影響，「能登」有一段時間暫停服務。後來在同年4月下旬重開，但是班次減少了。在2012年3月後再沒有開設班次，截至現時為止，最後一班「能登」於2012年2月24日開出。但是，JR東日本表示「能登」只是臨時列車，因此有可能會再次開設班次，因此現時「能登」只視作暫停服務。
在2015年3月14日北陸新幹線金澤站啟用後，直江津站至金澤站之間的北陸本線變為並行在來線，該區間由第三部門鐵道（越後心動鐵道、愛之風富山鐵道、IR石川鐵道）繼承。使「能登」整個走線中有部分路段不再由JR營運。

### 列車名稱的由來
列車名稱「能登」，取自石川縣能登半島與舊國名能登國。
「能登」這個列車名稱在戰前已經開始使用。當時，準急「能登」是行走於東京站至金澤站之間，途經東海道本線和北陸本線。直至1968年10月1日時間表修正前都一直使用。在1959年9月22日，「能登」升級為急行列車（參見東海道本線優等列車沿革）。

## 運行概況
在2010年3月13日時間表修正起，「能登」變為臨時列車。只於星期五、六、連假、御盆節假期與年尾年初期間行走。在2011年3月以後，除了三日連假外，星期六不再開設班次。在2012年春季後，再沒有開設班次。
前往上野的時間表承襲寢台特急「北陸」時間表。前往金澤的時間表是承襲定期列車時代的急行「能登」時間表。
在冬季，列車會在日本海沿岸的信越線上行走，而部分區間會受到強風和雪災等原因使列車誤點或暫停服務。

### 停車站
上野站 - 大宮站 - 熊谷站 - 高崎站 - 直江津站 - 糸魚川站 - 泊站 - 入善站 - 黑部站 - 魚津站 - 滑川站 - 富山站 - 小杉站 - 高岡站 - 石動站 - 津幡站 - 金澤站
- 除了上述車站外，列車會在長岡站停車以改變行車方向，列車會在水上站和越後湯澤站停車以進行乘務員交班。

### 使用車輛與編成
「能登」使用JR東日本新潟車輛中心所屬的485系電動列車K1、K2編成或T18編成（國鐵特急色），以6卡編成行走。上下行班次在長岡站會停車並改變行車方向。前往金澤的班次中，上野站至長岡站的區間中，6號車廂為車頭。長岡站至金澤站的區間中，1號車廂為車頭。
在489系電動列車行走之際，將列車上不會設有自由席，並且停用休息室。使列車內只有綠色車廂、女性專用車輛和指定席車輛。

### 乘務員負責區域
- 車掌

上下行列車整個區間由JR西日本金澤列車區負責。
- 列車司機由各公司（JR東日本與JR西日本）負責各自營運的路段。

## 定期列車時代的運行概況
以下為2010年3月時間表修正前，定期列車時代的運行概況：

### 使用車輛與編成
在開始營運當初，「能登」使用SuHa43系客車、10系客車和SuRo62形客車，行李車廂方面則使用SuNi41形。
在1982年11月至1993年3月之間，座位車廂和臥鋪車廂使用14系客車，行李車廂方面則使用SuNi50形。車輛均來自金澤運輸所（現時：金澤綜合車輛所），在改由1985年3月尾久客車區（現時：尾久車輛中心）提供。
在1993年3月至2010年3月之間，「能登」改用JR西日本金澤綜合車輛所所屬的489系特急型電動列車，同時不再連結臥鋪車廂，所有車廂都只有座位。使「能登」與寢台特急「北陸」有所區別。
在1997年9月30日前，「能登」是途經高崎站至直江津站之間的信越本線，當中直江津站至金澤站（福井站）之間為逆向運輸。在橫川站至輕井澤站之間，列車靠近上野一方會連結2輛EF63形電力機車。
1997年9月30日前的停車站
上野站 - 赤羽站 - 大宮站 - （上尾站） - （桶川站） - （鴻巢站） - 熊谷站 - 高崎站 - 橫川站 - 輕井澤站 - 小諸站 - 上田站 - 長野站 - 妙高高原站 - 新井站 - 高田站 - 直江津站 - 糸魚川站 - 泊站 - 入善站 - 黑部站 - 魚津站 - 滑川站 - 富山站 - 小杉站 - 高岡站 - 石動站 - 津幡站 - 金澤站 - 松任站 - 小松站 - 加賀溫泉站 - 蘆原溫泉站 - 福井站
- 只有下行列車停靠（　）車站
- 「能登」曾經停靠能生站

## 臨時列車

### 能登91號·92號
受到新潟縣中越地震的影響，「能登」暫停服務。在2005年2月11日至3月20日之間，開設了臨時班次「能登91號·92號」，當中途經北越急行北北線。使用車輛與定期班次一樣，都是使用JR西日本489系電動列車。但是由於列車改經北北線後，中途不需要改變行車方向，使於JR西日本營運路線內通常都是逆向編成。因此，在開始行走與結束行走時，「能登」所使用的489系電動列車以不載客列車身份，從金澤站前往大阪站，於北方貨物線掉頭。另外，由於車務調動關係，當時也會使用JR東日本新潟車輛中心的485系電動列車3000番台9卡編成（R1、R2編成，「白鷹」專用編成）。

### 加賀
「加賀」為臨時列車班次，主要在夏季行走。列車編號為8601列車和8602列車（在改變走線後，長岡站至金澤站之間為8611列車、8612列車）。在1992年前以能登81、82號的名義運行。在1993年以後改名為臨時急行「加賀」，該列車改經上越線。定期「能登」班次通過能生站，「加賀」則停靠該站。定期「能登」班次改用電動列車後，「加賀」的班次仍然使用客車。「加賀」最後在1998年8月22日被廢除。

## 歷史

### 611·612列車
- 定期客車夜行普通列車611·612列車（只有普通車廂）是行走於上野站至米原站之間（途經高崎線、信越本線和北陸本線）。
  - 1956年 : 在當年，下行列車在上野於晚上11時50分出發，金澤到達時間為下午3時15分。上行列車在金澤於下午1時46分出發，上野到達時間為早上5時。上行列車在小諸站 → 上野站之間快速運輸（設有通過站）。
- 1960年：下行列車在上野站 → 高崎站之間不再與前往新潟的普通列車結併運輸。611列車在上野站 → 高崎站之間快速運輸（設有通過站）。

### 「黑部」、「越前」登場與「黑部」整合至「北陸」與臨時列車化
- 1961年10月：611、612列車升級為急行列車。該列車與另外兩架列車結併運輸。整抽列車行走於上野站至長野站、直江津站和金澤站之間，前往長野站的列車為313M・314M急行「戶隱」（電動列車），前往直江津站的列車為2301·2302列車「丸池」（連結客車和B寢台），前往金澤站的列車為603·604列車「黑部」（連結客車和B寢台）。急行「黑部」的行車時間表方面，下行班次在上野於晚上8時20分出發，到達金澤的時間是早上6時56分，上行班次在金澤於晚上7時出發，到達上野的時間是早上5時58分。急行「黑部」在1959年起，於多客時期會開設臨時列車，在當日起定期化。
  - 在當時，急行「能登」已經存在，該列車行走東京站至金澤站之間，也是一列夜行列車（連結客車和B寢台）。
- 1965年10月：開設行走於上野站至福井站之間的定期夜行客車急行「越前」（連結B寢台，603·604列車）。下行在上野於晚上7時30分出發，到達金澤的時間是早上5時55分，上行在金澤於晚上7時45分出發，到達上野的時間是6時15分。急行「黑部」（上野站至金澤站之間）之列車編號改為605·606列車。
- 1969年10月：急行「黑部」變為臨時列車，並且改經高崎線、上越線、信越本線和北陸本線。同時與夜行急行「北陸」整合，使「北陸」共有2個往返班次（2號為定期列車，1號為季節性列車）。

### 「能登」登場

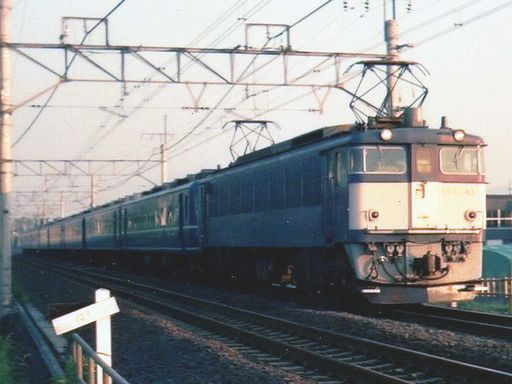
EF62形+14系客車時代的「能登」
（1989年 高崎線 新町站至神保原站之間）

- 1975年3月10日：季節夜行急行「北陸1號」（客車）升級至寢台特急並變為定期列車，列車名為定為「北陸」。定期夜行急行「北陸2號」改名為「能登」。「能登」使用SuHa43系客車、10系客車和SuRo62形客車，也連結SuNi41形。
- 1982年11月15日：隨著上越新幹線開通而實施時間表修正（1982年11月15日日本國鐵時間表修正（日语：1982年11月15日国鉄ダイヤ改正）），「能登」由途經上越線改為途經信越本線（實際上是把途經信越本線，行走於上野站至福井站之間的「越前」改名為「能登」，並把行走區間縮短至金澤站）。車輛改用14系（連結座位車廂和臥鋪車廂），同時連結MaNi50形行李車廂。車輛由金澤運輸所負責提供。
- 1985年3月14日 ：車輛改由尾久客車區（現時：尾久車輛中心）負責提供。
- 1986年11月1日：小行李運送服務全面廢除，不再連結行李車廂。
- 1987年3月31日：在國鐵最後一天，定期列車在金澤出發後，隨即於後方開出了救濟臨時列車行，該班次使用489系。
- 1987年4月1日：國鐵分割民營化，車輛由東日本旅客鐵道（JR東日本）負責提供，直至1993年改用電動列車為止。
  - 「能登」在民營化時，根據JR西日本公關部發布的資料，乘車率為50%[5]。
- 1989年7月 - 1992年：在旅遊旺季期間，「能登」延長運輸，以快速「能登朝市號」的名稱，駛往七尾線七尾站。在秋天駛往輪島站（在1991年由能登鐵道七尾線接管，於2001年廢除）。
  - 延長區間的使用車輛方面，會以3輛14系臥鋪車廂與1輛14系座位車廂組成，牽引機車方面使用DE10形柴油機車。

### 489系時代的「能登」

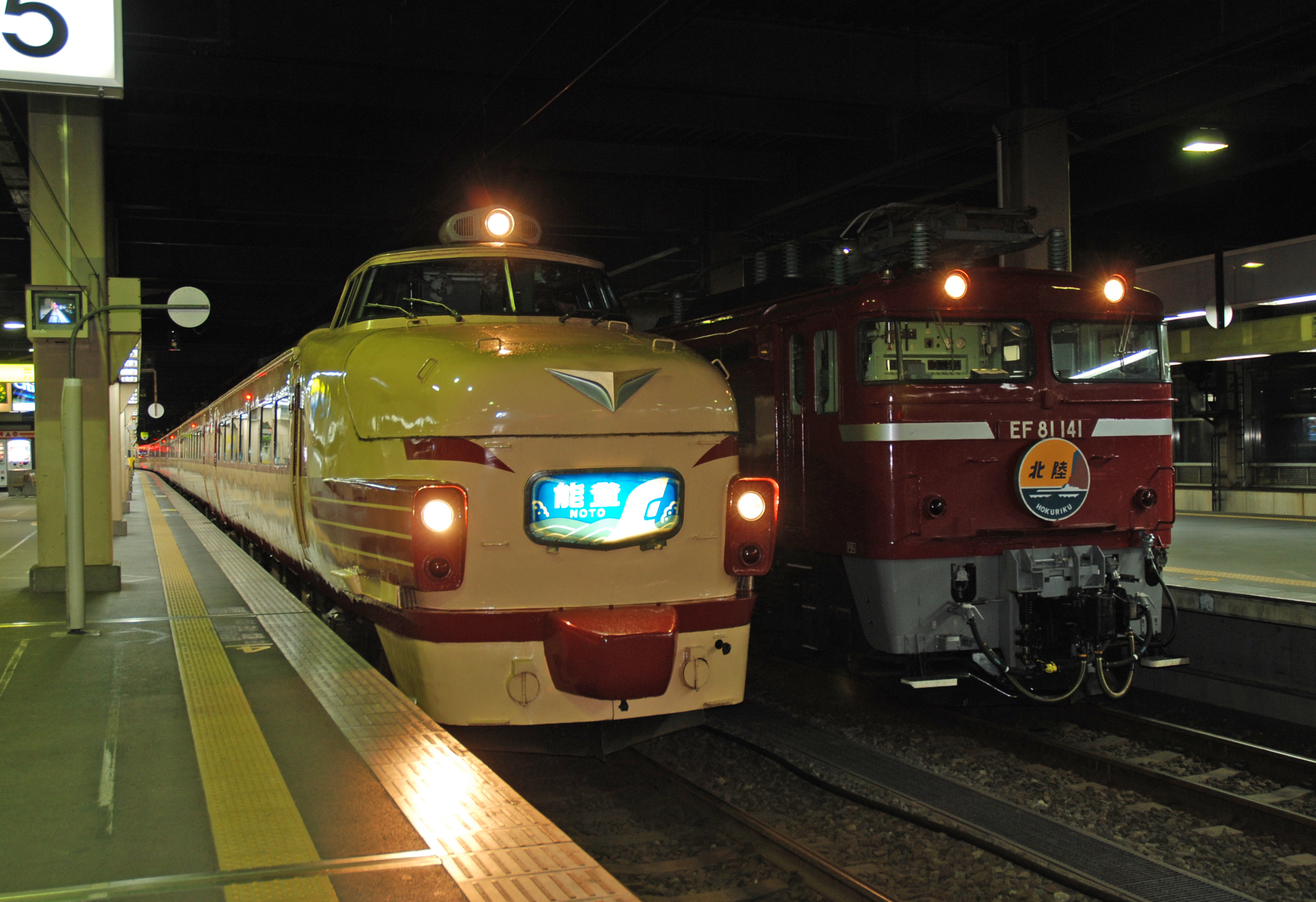
489系「能登」（左邊）和「北陸」（右邊）
（2009年12月14日 金澤站）

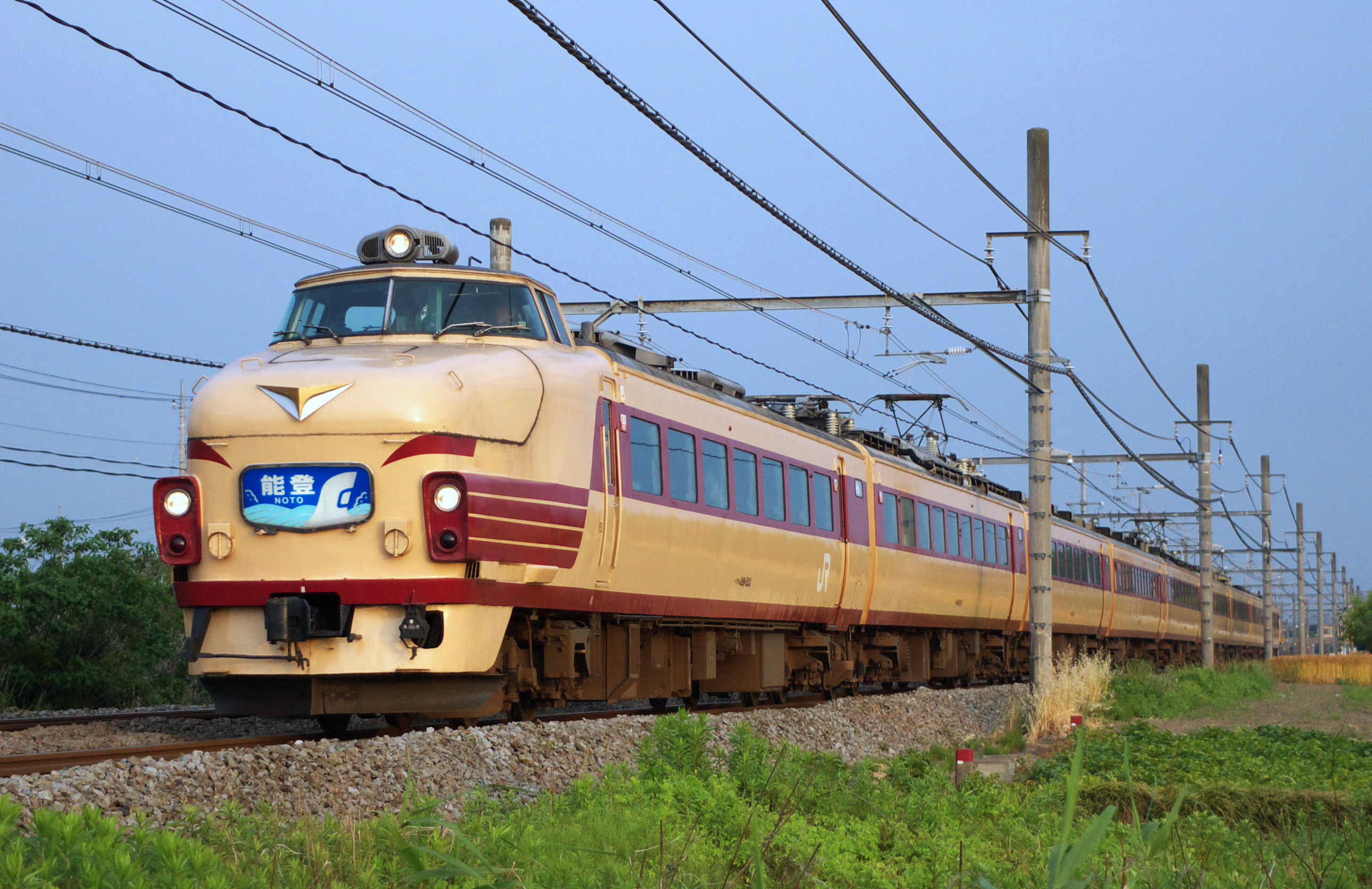
489系時代的「能登」
（2007年5月29日）

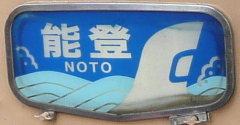
489系時代的「能登」頭牌

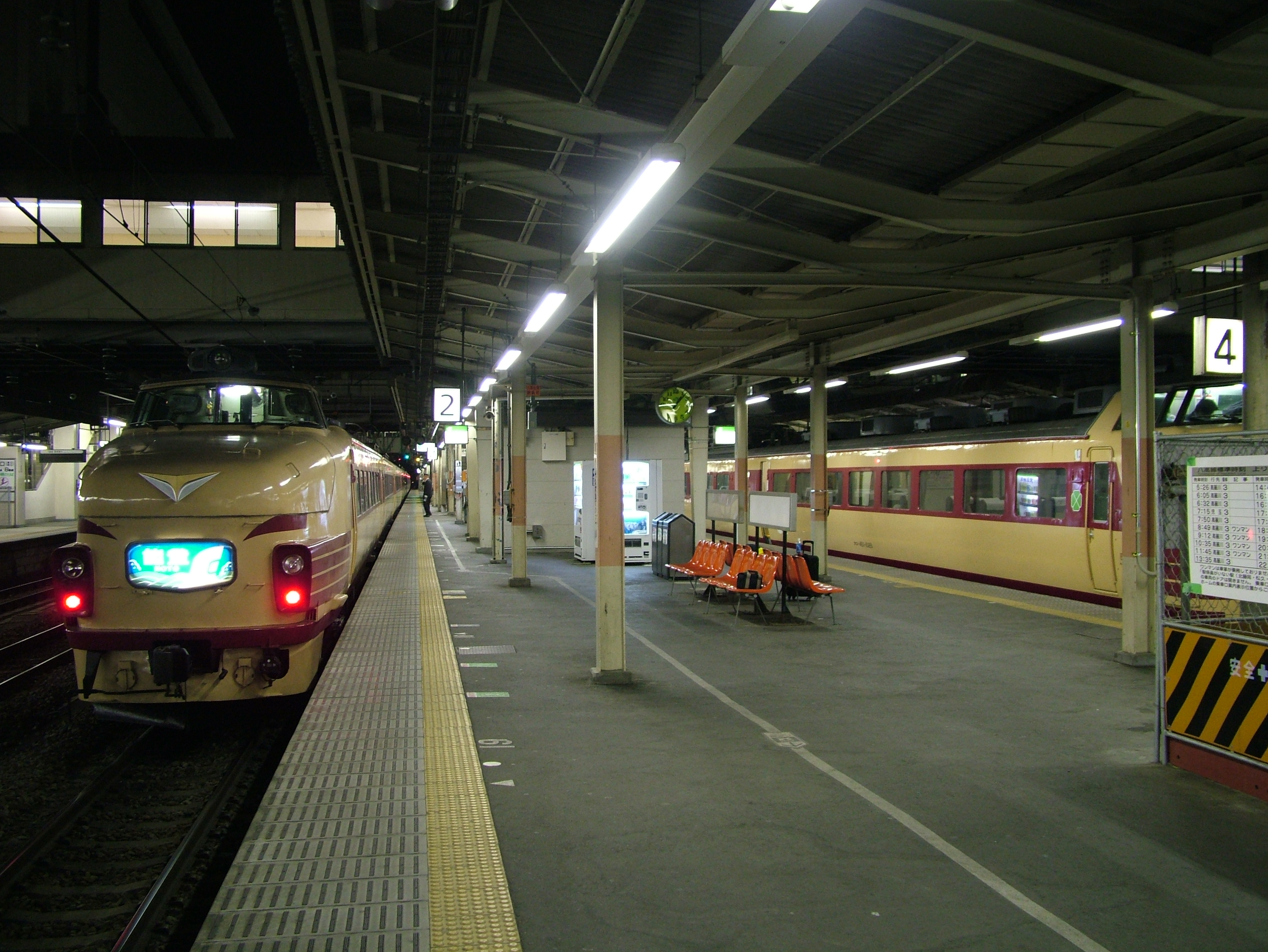
489系「能登」（左邊）和「月光越後（右邊）」於高崎站（2005年4月30日）

- 1993年3月18日實施時間表修正，「能登」有重大改變：
  - 不再使用14系客車，改由使用來自金澤綜合車輛所的特急型車輛489系電動列車。該列車與L特急「白山」（上野站至金澤站）共用。同時不再連結臥鋪車廂，只剩下座位車廂。使「能登」與寢台特急「北陸」有所區別。自此，車輛將從JR東日本負責變為由JR西日本負責。
  - 時間表方面，「能登」承襲了上野站至長野站之間的夜行急行列車「妙高」之時間表。下行列車於高崎線內增加停車站。上行列車會比先出發的寢台特急「北陸」先到達上野站。
- 1994年12月3日：實施時間表修正，運行區間延長至福井站。在此之前，「能登」臨時列車曾經行走金澤站至福井站之間區間，同日起定期列車也會行走那區間。
- 1997年10月1日：北陸新幹線先行開通，使信越本線橫川站至輕井澤站之間被廢除。「能登」再次途經上越線[1]。
  - 在北陸新幹線工程期間，在逢星期二從上野站、金澤站出發的班次會改經上越線（繞道區間不停站上落客。在多客時期或星期三是假日的情況下，通常繼續途經信越本線）。
- 1998年8月22日：當日開出最後一班臨時急行「加賀」，隨後被廢除。
- 2001年3月3日：行走區間縮短至金澤站。運行區間與寢台特急「北陸」相同[17]。
- 2002年12月1日：下行列車於高崎線內不再停站。同時於上野站的出發時間提早30分鐘，使減少了通勤客當作此列車為Home Liner而使用此列車。
  - 在這個時間表修正前，下行列車是成為了上越新幹線尾班車後，高崎線普通列車前往高崎的尾班車後的一架列車。因此，此列車會有一些趕不上上述鐵路班次尾班車的乘客，以及希望得到座位的乘客以及其他目的的乘客乘坐該列車，而乘客態度不好也辛苦了列車上的車掌[18]。在定期列車班次結束服務前，對於希望於大宮站、熊谷站、高崎站下車的乘客仍然有一定的需求[5]。
- 2004年10月23日 - 2005年3月24日：受到新潟縣中越地震影響，「能登」暫停服務（但是在2004年12月30日至2005年1月3日之間，由於年尾年初有許多乘客回鄉，因此在這期間臨時提供服務）。
- 2005年2月11日 - 3月20日：在這段期間的星期五及六，以及3月20日，開設了途經北越急行北北線的臨時列車「能登」91號、92號。
- 2007年7月16日 - 9月12日：受到新潟縣中越近海地震影響（信越本線部分區間暫停服務），「能登」暫停服務。
- 2009年6月1日 - 所有車廂實施禁煙[19]。

### 「能登」臨時列車化
- 2010年3月13日：「能登」變為臨時列車，使使用引擎蓋型車頭的定期列車班次被消滅[注 2]。
  - 3月19日：臨時列車開始運輸[20][21]。車輛方面使用新潟車輛中心的485系電動列車K1、K2編成，以6卡編成行走。取消自由席和休息室，加設綠色車廂（只佔半個車廂）和女性專用席，整個車廂都是指定席。同日乘車率方面，JR西日本金澤分社（日语：西日本旅客鉄道金沢支社）表示為約50%[20]。
- 2011年3月11日 - 4月27日：受到東北地方太平洋近海地震（東日本大震災）影響，使「能登」暫停服務[22]。
- 2012年
  - 2月24日：在2012年冬季臨時班次中最後一天提供服務[10][12]。
  - 3月以後：未有再提供班次[3][9][10][11]。

## 注腳